# Orleanès

Situació de l'Orleanès

L'Orleanès (Orléanais en francès) és una antiga província del regne de França, amb capital a la ciutat d'Orleans. Comprèn els departaments de Loiret i Loir i Cher (Blésois), una bona part del d'Eure i Loir (Beauce) i una part del departament de Yonne.
L'Orleanès és, juntament amb el Berry i la Turena, una de les tres antigues províncies que formen l'actual regió Centre-Vall del Loira.
Actualment, només es consideren habitants de l'Orleanès aquells que viuen a la rodalia d'Orléans, i en menor mesura els habitants d'altres zones del departament de Loiret.

## Història
La província pren el seu nom d'Orléans, la principal ciutat i la seva capital històrica. L'Orleanès era una de les províncies en què estava dividit el territori francès abans de la Revolució.
Ja era una possessió dels Capets abans de l'adveniment d'Hug Capet al tron francès l'any 987. El 1344, el rei Felip VI entregà aquest territori a un dels seus fills, Felip II de Valois, amb el títol de duc d'Orléans.